# Dichelomorpha amoena
Dichelomorpha amoena är en skalbaggsart som beskrevs av Frey 1970. Dichelomorpha amoena ingår i släktet Dichelomorpha och familjen Melolonthidae. Inga underarter finns listade i Catalogue of Life.